# Alexandre Joly
Eugène Alexandre Joly, né à Paris le 15 août 1845 où il est mort le 3 décembre 1897, est un chimiste français. 
Ses travaux ont été réalisés en chimie minérale au laboratoire de chimie de l'École normale.

## Biographie
Il commence ses études au collège Sainte-Barbe à Paris, actuellement le lycée Jacques Decour. Il intègre l'École normale en 1867 puis obtient l'agrégation et le doctorat en sciences physiques en 1875. Henri Sainte-Claire Deville le fait nommer répétiteur à l'École des hautes Études puis agrégé-préparateur à l'École normale. C'est là qu'il entreprend ses recherches.
En 1876, il enseigne aussi au lycée Henri IV à Paris et en 1878, il obtient le poste de maître de conférences à la Sorbonne.
En 1885, grâce à Henri Debray, il est chargé de la préparation à l'agrégation et devient sous-directeur du laboratoire de chimie de l’École normale. 
À la mort de Debray, en 1888, il prend la direction du laboratoire de chimie et est nommé maître de conférences à l'École normale. 
Il obtient le prix La Caze de l'Académie des sciences de Paris en 1891, il est membre de la Société de chimie de Paris. Il fait paraître un cours élémentaire de chimie en 1894 dans lequel il adopte la notation atomique et qui traite des métaux et de la chimie organique.  
Il devait être nommé vice-président de la Société de chimie de Paris en 1898 mais il meurt le 3 décembre 1897.   

## Activités de recherche
Il étudie les composés du niobium et du tantale. Il prépare des fluoxytantalates, précise la composition des azotures de niobium et de tantale. Il poursuit les travaux d'Henri  Sainte-Claire Deville et  Friedrich Wöhler sur le bore et obtient le carbure de bore de grande densité. Il s'intéresse ensuite aux composés de phosphore et d'arsenic. Ses travaux sur les superphosphates ont servi en agriculture.
Avec Debray, il reprend le travail sur les métaux de la mine du platine (platine, rhodium, palladium, iridium, osmium et ruthénium) qu'il termine seul après la mort de Debray. Il détermine la Masse atomique du ruthénium et rédige une monographie pour chacun de ces métaux.